# Lac Beloïe
Pour les articles homonymes, voir Beloïe, Lac Blanc et Blanc (homonymie).
Le lac Beloïe (en russe : Белое озеро, Beloïe ozero ; français : Lac Blanc) est un lac de l'oblast de Vologda, en Russie. Son nom signifie « Lac blanc » en français.
De forme ronde, il a un diamètre de 46 km et une profondeur maximale de 33 m. Il reçoit les eaux des rivières Kovja, Kema et Megra. Il se déverse dans le réservoir de Rybinsk, sur le cours de la Volga, par la rivière Cheksna. Il fait partie de la voie d'eau Baltique-Volga.
Une des plus anciennes villes russes, Belozersk, se trouve sur la rive sud du lac. Plusieurs monastères se situent à proximité du lac parmi lesquels le Monastère de Kirillo-Belozersky.

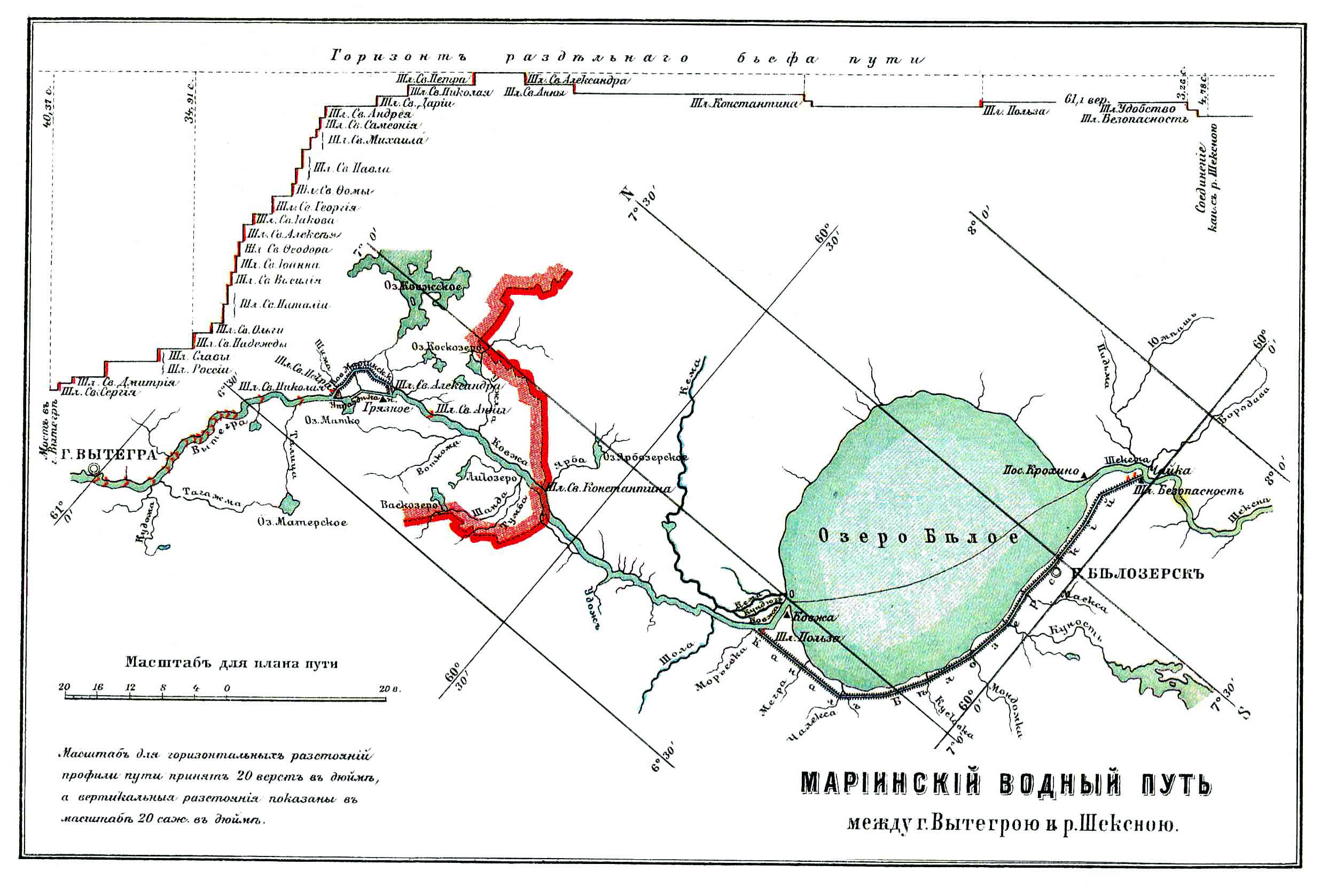
Système Mariinsky. Dans l'Encyclopédie Brockhaus et Efron, Lac Beloïe à droite